# Aqualung Live
Aqualung Live is een livealbum van de Britse progressieve-rockband Jethro Tull, opgenomen op 23 november 2004 en uitgebracht in 2005. De albumhoes vermeldt verder dat dit een speciale verzamelaarseditie ter ondersteuning van verschillende liefdadigheidsinstellingen voor daklozen is.

## Geschiedenis
In 2004 werd de bandleden gevraagd of zij wilden meedoen aan het radioprogramma Then... Again... Live! van het Amerikaanse radiostation XM Radio. Aanvankelijk waren zij niet zo geïnteresseerd, maar aan het eind van hun tournee door de VS speelden ze op 23 november 2004 toch hun gehele album Aqualung live voor een klein publiek van ongeveer 40 personen om later uitgezonden te worden op XM Radio. Ook gaven Ian Anderson en Martin Barre een interview dat in de uitzending werd verwerkt.
De beslissing om de liveopname op cd uit te brengen volgde na een golf van enthousiaste reacties op de uitzending. De band vond het echter hypocriet om aan zo'n project geld te verdienen, zag een kans om wat te doen voor de echte 'Aqualungs' (de fictieve persoon Aqualung van het album is een zwerver in Londen) en besloot alle verdiensten te schenken aan verschillende liefdadigheidsorganisaties voor daklozen. Om het album te promoten, werd er door Amerika en Engeland een Aqualung-tournee gemaakt.

## Nummers
1. Aqualung
2. Cross-Eyed Mary
3. Cheap Day Return
4. Mother Goose
5. Wond'ring Aloud
6. Up to Me
7. My God
8. Hymn 43
9. Slipstream
10. Locomotive Breath
11. Wind-Up

Patter, Banter and Bunkum:
1. Riffs - Another Monkey
2. Recording the Original
3. Choosing My Words with Care
4. Hummmmmm 43
5. A Different Kettle of Very Different Fish
6. But is It Any Good?

## Bezetting
- Ian Anderson (dwarsfluit, zang, akoestische gitaar)
- Martin Barre (elektrische gitaar)
- Doane Perry (drums, percussie)
- Andrew Giddings (piano, orgel, keyboards)
- Jonathan Noyce (basgitaar)